# Serge Biwole Abolo
Serge Biwole Abolo, né le 2 août 1975, est un judoka camerounais.

## Carrière
Serge Biwole Abolo est médaillé de bronze dans la catégorie des moins de 86 kg aux Jeux de la Francophonie de 1994 en France. Il est médaillé d'argent toutes catégories et médaillé de bronze en moins de 86 kg aux Jeux africains de 1995 à Harare avant de participer aux Jeux olympiques d'été de 1996 à Atlanta où il est  éliminé au troisième tour par le vainqueur de l'épreuve des moins de 86 kg, le Sud-Coréen Jeon Ki-young et au repêchage par le futur troisième de l'épreuve et vainqueur de l'olympiade suivante Mark Huizinga. Aux Championnats d'Afrique de judo 1997 à Casablanca, il remporte la médaille d'or en moins de 95 kg et la médaille de bronze toutes catégories et une médaille de bronze  par équipe avec le Cameroun. Il est médaillé d'or aux Jeux de la Francophonie de 1997 à Madagascar en moins de 95 kg et médaillé de bronze toutes catégories et par équipe avec le Cameroun aux Championnats d'Afrique de judo 1998 à Dakar. 
Il est médaillé d’or dans la catégorie des 90 kg au tournoi international de Tunis en 1998. Médaille d’or dans la catégorie des 90 kg au tournoi international de l’île de la réunion en  1998.